# Altyn
Altýn (en ruso: алты́н), también conocida como Altýnnik (en ruso: алты́нник), fue una moneda histórica rusa (símbolo:). El nombre deriva de las palabras tártaras "altýn" (алтын), que significa oro, o "altı" (алты) que significa "seis", ya que valía 6 medias dengás, o seis mitades (en ruso: шесть полушек), equivalente a tres kopeks de plata, posteriormente de cobre, una moneda de pequeño valor, o 180-206 puls de cobre.

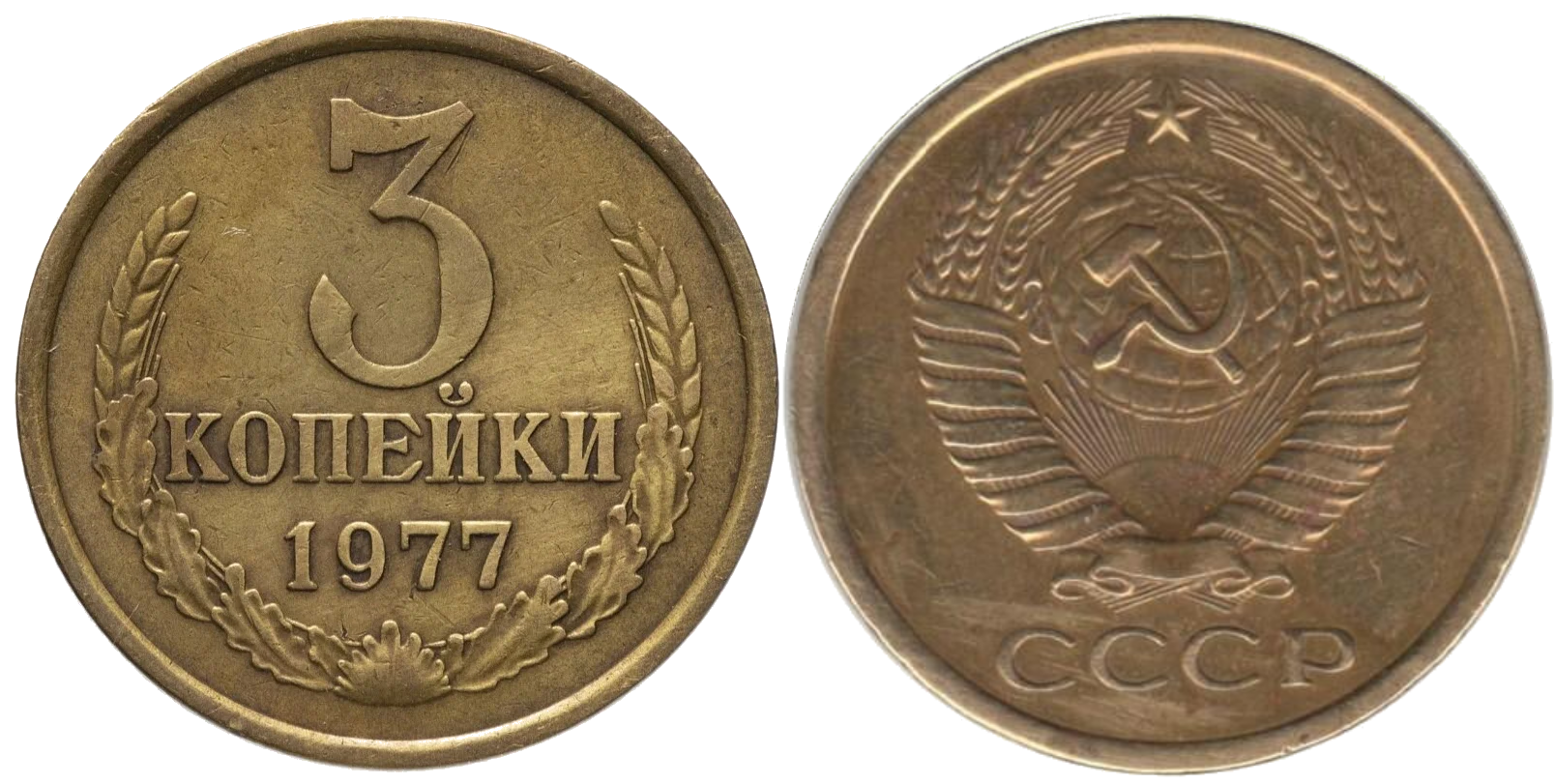
Moneda de 3 kopeks acuñada en 1977 por la Unión Soviética.

Aproximadamente desde el siglo XV, el Altýn había estado en uso en varios principados rusos como moneda euroasiática, entre comerciantes rusos y asiáticos. Las monedas fueron acuñadas desde 1654 bajo el reinado de Alejo I de Rusia y como monedas de plata, bajo el reinado de Pedro I de Rusia, entre 1704 y 1718. Más tarde fueron restablecidas bajo el reinado de Nicolás I de Rusia como monedas de cobre con un valor de tres kopeks, a partir de 1839. El nombre "Altýn" finalmente se perdió, sin embargo, circularon monedas de tres kopeks en el Imperio Ruso y la Unión Soviética hasta 1991.